# آلزاس
آلزاس (به آلزاسی: Elsàss) (به آلمانی: Elsass) (به فرانسوی: Alsace) منطقه‌ای تاریخی در کشور فرانسه و بخشی از ناحیه گرانت است است. این ناحیه در شرق این کشور و در همسایگی آلمان و سوییس واقع شده؛ و همراه با موزل و تریتوآر دو بلفور از جمله سرزمین‌های امپراتوری آلمان بود که پس از جنگ جهانی نخست، بر پایه معاهده ورسای از آلمان جدا شد و به فرانسه پیوست.
این ناحیه امروز در جنوب از مرز سوییس و آلمان و فرانسه در نزدیکی بازل و سنت لویی آغاز می‌شود و کرانه غربی راین را فرا می‌گیرد تا آن جا که راین به درون خاک آلمان می‌رود. در گذشته نام آلزاس، سرزمین پهناورتری را به ذهن می‌رسانده و بخش‌هایی از شمال غرب سوییس و کانتون‌های بازل اشتاد و بازل-لاندشافت را هم در بر می‌گرفته است. مرکز این ناحیه شهر استراسبورگ است. شهری واقع در کرانه راین، با فرهنگی نزدیک به فرهنگ آلمانی و مردمی که هنوز بسیاری‌شان به آلزاسی که می‌توان آن را زبانی ژرمنی به حساب آورد، سخن می‌گویند. شهری که نامش در زبان آلمانی به معنای دژ یا شهر خیابان است و همین نام شاید نشان‌گر پیشینه این شهر و این ناحیه و جای گرفتن شان بر چهارراه رفت‌وآمدها در میان جلگه‌های پیرامون باشد. شاید از همین رو است که نهادهای اروپایی گوناگونی، این ناحیه را برای کانون کنش‌هایشان برگزیده‌اند.
آلزاس در فاصله سال‌های ۱۹۸۲ تا انتهای سال ۲۰۱۵ میلادی یکی از ۲۲ ناحیه داخلی فرانسه بود. از اول ژانویه سال ۲۰۱۶ میلادی، تقسیمات کشوری فرانسه دستخوش دگرگونی‌هایی شد. در پی این دگرگونی‌ها، آلزاس، شامپانی-آردن و لورن در یکدیگر ادغام شدند و ناحیه جدیدی به نام گرانت است ایجاد شد.

## پیشینه
در هزاره نخست پیش از میلاد، سلت‌ها ساکنان اصلی این سرزمین بوده‌اند. سلت‌ها که در آن زمان، غرب اتریش و شمال سوییس، کانون یک‌جانشینی و فرهنگ شان برشمرده می‌شد، احتمالاً در آلزاس نیز بوده و حضور پررنگی داشته‌اند.
در سال ۵۸ پس از میلاد، رومیان به این سرزمین تاخت آوردند و پس از آن این منطقه و تاکستانهای ش، کانون کشت انگور و فرآوردن شراب برای روم شد و ایشان برای نگهبانی و نگه‌داری از این صنعت پرسود پاسگاه‌های بسیاری در این منطقه برپا کردند.
پس از رو ضعف نهادن امپراتوری روم، آلامان‌ها به این سرزمین سرازیر شدند. آلامان‌ها ژرمن‌هایی کشاورز بودند و زبانشان، همان زبانی است که ریشه گویش‌ها و زبان‌های امروزی این منطقه مانند آلزاسی و آلامانی و سوئبی است.
در سده پنجم میلادی فرانک‌ها به فرماندهی کلوویس بر آلامان‌ها چیره شدند و آلزاس بخشی از پادشاهی اوسترازیا شد. در روزگار دودمان مروونژی، باشندگان آلزاس به مسیحیت گرویدند. آلزاس بخشی از قلمرو فرانک‌ها بود تا آن که نوادگان شارلمان قلمروشان را میان خود سه بخش کردند. آلزاس در این بخش‌بندی در فرانک میانی جای گرفت.

### سرزمین آلمانی در داخل پادشاهی فرانسه
این وضعیت تا سال ۱۶۳۹ حاکم بود، زمانی که بیشتر آلزاس توسط فرانسه فتح شد تا آن را از دست هابسبورگ اسپانیا دور نگه دارد، که با معاهده مخفی در سال ۱۶۱۷ راهی روشن برای رسیدن به آنها پیدا کرده بود. دارایی‌های ارزشمند و سرکش در هلند اسپانیا، جاده اسپانیا. هابسبورگ‌ها که توسط دشمنان محاصره شده بودند و به دنبال دستیابی آزاد در مجارستان بودند، قلمرو Sundgau خود (بیشتر در آلزاس علیا) را در سال ۱۶۴۶ به قیمت ۱٬۲ میلیون تالر به فرانسه که آن را اشغال کرده بود، فروختند. هنگامی که خصومت‌ها در سال ۱۶۴۸ با پیمان وستفالی پایان یافت، بیشتر آلزاس به عنوان بخشی از فرانسه شناخته شد، اگرچه برخی از شهرها مستقل باقی ماندند. مقررات معاهده در مورد آلزاس پیچیده بود. اگرچه پادشاه فرانسه به حاکمیت رسید، حقوق و آداب و رسوم موجود ساکنان تا حد زیادی حفظ شد. فرانسه همچنان مرز گمرکی خود را در امتداد کوه‌های ووژ که قبلاً بود حفظ کرد و آلزاس را از نظر اقتصادی بیشتر به سرزمین‌های آلمانی‌زبان همسایه‌اش گرایش داد. زبان آلمانی در اداره محلی، در مدارس و در دانشگاه لوتری استراسبورگ که همچنان دانش‌آموزان دیگر سرزمین‌های آلمانی‌زبان را جذب می‌کرد، همچنان مورد استفاده قرار می‌گرفت. در سال ۱۶۸۵ فرمان فونتن‌بلو که به موجب آن پادشاه فرانسه دستور سرکوب پروتستان‌های فرانسوی را صادر کرد، در آلزاس اعمال نشد. اما با وجود این فرانسه برای ترویج مذهب کاتولیک تلاش کرد. کلیسای جامع استراسبورگ، برای مثال، که از سال ۱۵۲۴ تا ۱۶۸۱ لوتری بود، به کلیسای کاتولیک بازگردانده شد. با این حال، در مقایسه با بقیه فرانسه، آلزاس از فضای تساهل مذهبی برخوردار بود.

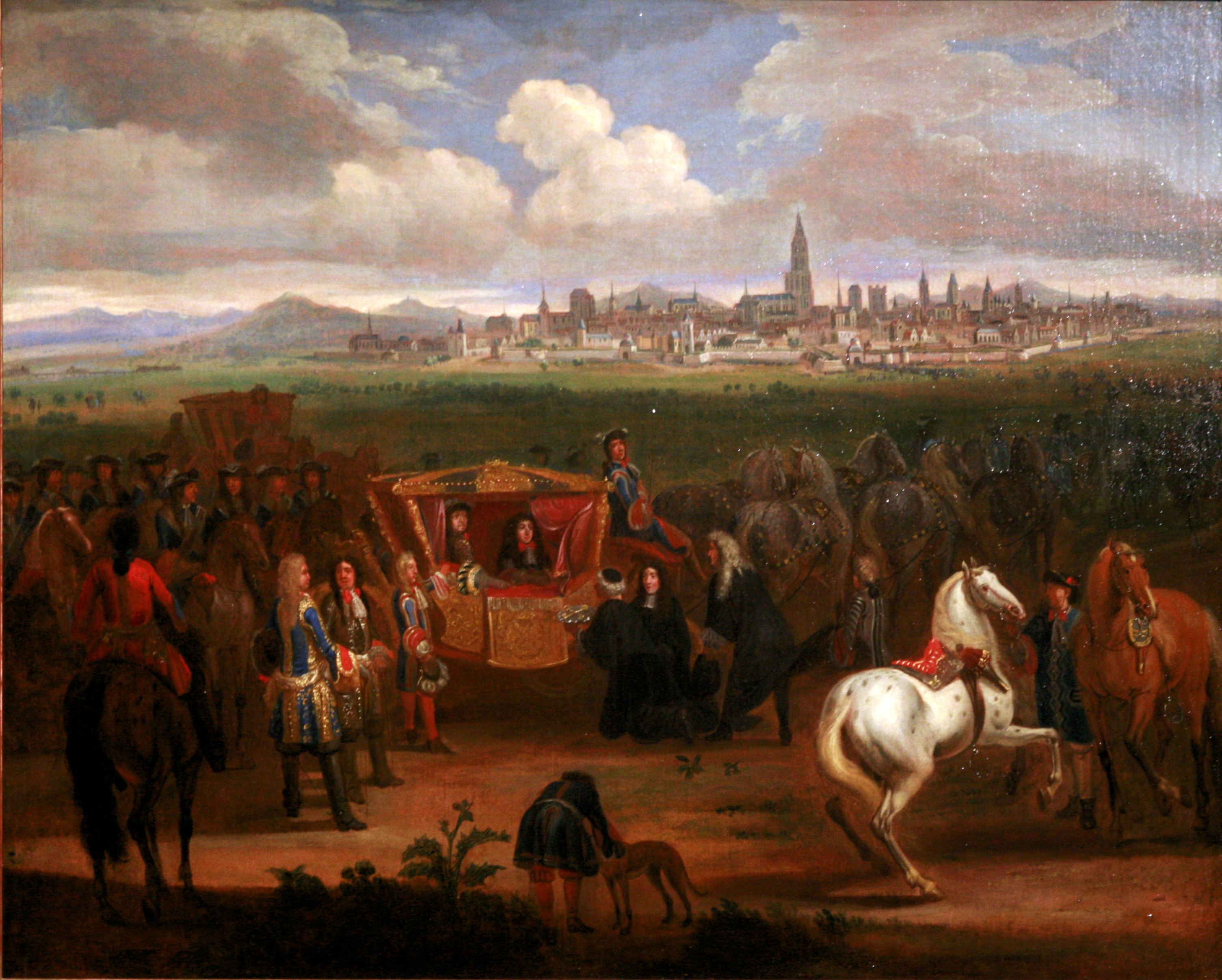
لوئی چهاردهم در حال دریافت کلیدهای استراسبورگ در سال ۱۶۸۱

فرانسه با پیمان‌های نیمیخن در ۱۶۷۹ تسلط خود را بر اکثر شهرهایی که تصرف کرده بود، تثبیت کرد. فرانسه در سال ۱۶۸۱ استراسبورگ را در اقدامی غیرقانونی تصرف کرد. این تغییرات سرزمینی در سال ۱۶۹۷ طی معاهده ریسویک که به جنگ نه‌ساله (جنگ اتحاد بزرگ) پایان داد، به رسمیت شناخته شد.
اما آلزاس همچنان شامل جزایری از قلمرو بود که اسماً تحت حاکمیت شاهزادگان آلمانی و یک دولت شهر مستقل در مولوز بود. این مناطق بر اساس قانون، تجویز و اجماع بین‌المللی ایجاد شده‌اند. .
در زمان امپراتوری اول فرانسه در دوره ناپلئون بناپارت دو ناحیه آلزاس و لورن را در جنگ با امپراتوری مقدس روم فتح شد و آلزاس-لورن ضمیمه فرانسه گردید.